# Esgaroth
Esgaroth (sindarinsko) ali Jezerno mesto je človeška skupnost na Dolgem jezeru, ki se pojavi v fantazijskem romanu Hobit angleškega pisatelja J. R. R. Tolkiena. V celoti je zgrajeno iz lesa in stoji na lesenih stebrih, zabitih v jezersko dno. Nahaja se južno od Ereborja (Samotne gore) in vzhodno od Mrkolesja. Blaginja mesta temelji na trgovini med ljudmi, ki ga poseljujejo in Vilini ter Škrati. Glavni način prevoza ljudi iz Esgarotha so ladje in čolni.
V času, v katerem se dogaja Hobit, se zdi, da je Esgaroth mestna država in republika brez kralja (edina prava republika, prikazana v Srednjem svetu). Gospodar jezerskega mesta je bil v zboru izvoljen med »starimi in modrimi«.

## Geografija
Nahaja se na zahodnih obalah Dolgega jezera, blizu pritoka Pragozdne reke. Pragozdna reka je zagotovila pot proti Mrkolesju in Ereborju, ki se lahko vidi iz mesta in se lahko doseže s potovanjem po Dolgem jezeru in nato po njegovemu severnem prilivu, Celduinu. Celduin je iztekal z juga jezera in zagotavljal pot iz Esgarotha vse do dežele ob Rhûnskem morju. 

## Jezik
Prebivalci Esgarotha so poznali jezik, ki ga je govorila večina Tolkienovega Srednjega sveta, Westron. Med seboj so govorili starodavno obliko, ki je bila sorodna jeziku Rohancev. 

## Gospodar jezerskega mesta
Gospodar jezerskega mesta je naziv, ki ga je dobil izvoljeni vodja Esgarotha. Gospodar mesta, ko sta v Hobitu prispela Bilbo in Thorinova druščina, je bil znan kot sposoben poslovnež, a pohlepen in strahopeten. Tako je v Hobitu med bojem z zmajem pobegnil z veliko količino zlata.
Gospodarji Esgarotha nimajo nobenih vilinsko zvenečih imen kot nekdanji kralji Dola, niti ni monarhija. To pojasni dejstvo, da je na Esgaroth v preteklosti manj vplivala rafinirano númenorejska civilizacija kot Dol. 

## Razlaga
Esgaroth so razlagali kot Tolkienovo kritiko kapitalizma, ki ima vladajoči elitni razred in izkorišča državljane nižjega razreda. Gospodar pa je precej ujet v svojem monotonem življenju birokrata, saj je tako glavni kapitalist kot glavni politik mesta. Po drugi strani Esgaroth po uničenju Smauga ne zapusti kapitalizma. Medtem ko mesto doživi novo blaginjo, se »menedžerski razred« trgovcev ne nadomesti. Čeprav se zelo kapitalistično mesto kaže v slabi luči, tudi Tolkien ne zagovarja socialističnega sistema za rekonstruiranje jezerskega mesta. Namesto tega se je položaj mesta na koncu Hobita imenoval "večna svoboda".